# حالة براد (فلم)
حالة براد (بالإنجليزية: Brad's Status) هو فيلم أمريكي كوميدي من بطولة بين ستيلر، أوستن أبرامز، جينا فيشر، مايكل شين ولوك ويلسون وإخراج مايك وايت. تم عرض الفيلم في الولايات المتحدة في 15 سبتمبر 2017

## القصة
براد سلون (بين ستيلر) أب يصطحب ولده تروي (أوستن أبرامز) في جولة بين الكليات والجامعات المختلفة على الساحل الشرقي، ليلتقي مصادفًة - الأب - بصديق قديم يجعله يشعر بأنه يفتقر للبراعة في اتخاذ قرارات حياته.

## بطولة
تمثيل:
- بين ستيلر بدور (براد سلون)
- أوستن أبرامز بدور (تروي سلون)
- جينا فيشر بدور (ميلاني سلون)
- مايكل شين بدور (كريج فيشر)
- لوك ويلسون بدور (جايسون هاتفيلد)
- جيمني كليمنت بدور (بيلي ويرسلتر)
- شازي راجا بدور (آنانيا)
- لويزا لي بدور (مايا)

## طاقم العمل
طاقم عمل الفيلم:

### تأليف
- مايك وايت (مؤلف)

### إخراج
- مايك وايت (مخرج)

### تصوير
- خافير بيريز جروبيت (مدير تصوير)

### مونتاج
- هيذر بيرسونز (مونتير)

### إنتاج
- سيدني كيميل (منتج)
- مايك وايت (منتج)
- ديفيد بيرناد (منتج)
- براد بيت (منتج)
- ديدي جاردنير (منتج)

### ملابس
- ألكس بوفايارد (مصمم ملابس)

### موسيقى
- مارك موثيرسباو (موسيقى تصويرية)

### ديكور
- ريتشارد هوفر (مصمم إنتاج)
- كريج ك. لويس (مخرج فني)
- جولي ديروز (مصمم ديكور)

### كاستينج
- ميريديث تاكر (ريجسير)

## الإنتاج
في 13 يوليو 2016 تم الإعلان أن شركة بلان إنتيرتينمنت هي التي تقوم بتطوير الفيلم، وكتبه وأخرجه مايك وايت، وبطولة بن ستيلر. في 31 أكتوبر 2016 جاء شركة استوديوهات الأمازون للمشاركة في تمويل وتوزيع الفيلم. وقام مايكل شين، لوك ويلسون، جينا فيشر، وأوستن أبرامز بالانضمام إلى جانب ستيلر في البطولة.
وبدأ التصوير الرئيسي للفيلم في أكتوبر 2016 في مونتريال

## روابط خارجية
- حالة براد على موقع IMDb (الإنجليزية)
- حالة براد على موقع روتن توميتوز (الإنجليزية)
- حالة براد على موقع ألو سيني (الفرنسية)
- حالة براد على موقع Turner Classic Movies (الإنجليزية)
- حالة براد على موقع أول موفي (الإنجليزية)
- حالة براد على موقع بوكس أوفيس موجو (الإنجليزية)
- حالة براد على موقع فيلمافينيتي (الإسبانية)
- حالة براد على موقع قاعدة بيانات الفيلم (الإنجليزية)
- حالة براد على موقع ليتربوكسد (الإنجليزية)
- حالة براد على موقع كينوبويسك (الروسية)